# التعديل التاسع لدستور الولايات المتحدة الأمريكية

يتناول التعديل التاسع لدستور الولايات المتحدة الحقوق المدنية، المحفوظة من قبل الشعب، التي لم يتم ذكرها على وجه التحديد في الدستور. وهو جزء من وثيقة الحقوق. ينص التعديل على ما يلي:
«لا يجوز تفسير التعداد الدستوري، لبعض الحقوق، على أنه حرمان للحقوق الأخرى –غير المذكورة– المملوكة للشعب.»
تم تقديم التعديل أثناء صياغة وثيقة الحقوق عندما شعر بعض المؤسسين الأمريكيين بالقلق من أنّ الأجيال المقبلة قد يشككون بصلاحية حقٍ معين نتيجة عدم إدراجه في قائمة وثيقة الحقوق. ومع ذلك، فإن التعديل التاسع نادراً ما لعب أي دور في القانون الدستوري الأمريكي، وحتى فترة ثمانينات فقد كان «منسياً» أو «غير مهمٍ» من قبل العديد من الأكاديميين القانونيين.

## نص التعديل
ينص التعديل الذي اقترحه مجلس الشوخ عام 1789 والذي تم التصديق عليه لاحقاً بوصفه التعديل التاسع على ما يلي:
«لا يجوز تفسير التعداد الدستوري، لبعض الحقوق، على أنه حرمان للحقوق الأخرى –غير المذكورة– المملوكة للشعب.»

## خلفية تاريخية
عندما طرح دستور الولايات المتحدة على الولايات للتصديق عليه بعد توقيعه في 17 سبتمبر 1787، جادل المناهضون للفيدرالية بضرورة إضافة وثيقةٍ تخص الحقوق. كانت إحدى الحجج التي قدمها الفيدراليون ضد إضافة وثيقة الحقوق، أثناء النقاشات حول التصديق على الدستور، هي أنّ إدراج الحقوق يمكن أن يؤدي إلى توسيع الصلاحيات المحددة في المادة 1، القسم 8 من الدستور الجديد. على سبيل المثال، في أوراق الفيديراليست رقم 84، سأل السياسي ألكساندر هاملتون: «لماذا نعلن أنه لا يجب القيام بالأشياء التي يوجد سلطةٌ عليها؟» وبالمثل، أوضح جيمس ماديسون لتوماس جيفرسون، «أتصور بدرجة معينة... أنّ الحقوق المعنية مصونة بالطريقة التي تمنح بها السلطات الاتحادية» بموجب المادة 1، القسم 8 من الدستور.

أصرّ المناهضون للفدرالية على إصدار وثيقة حقوق أثناء مناقشات التصديق، ولكنهم عارضوا التصديق أيضاً، وبالتالي قد أعطت العديد من اتفاقيات التصديق الخاصة بالولايات موافقتها على القرارات المصاحبة التي تقترح إضافتها. في عام 1788، حاولت اتفاقية التصديق في فرجينيا حل المشكلة التي حددها هاملتون والفيدراليون من خلال اقتراح تعديلٍ دستوريّ ينص على أنه:
«لا يجوز تفسير تلك البنود التي تعلن أنّ مجلس الشيوخ لن يمارس صلاحيات معينة بأي شكل من الأشكال على الإطلاق لتمديد صلاحيات مجلس الشيوخ. ولكن قد يتم تفسيرها إما على أنها استثناءات على الصلاحيات المحددة في هذا الحال، أو على خلاف ذلك على أنه تم إدراجها فقط لزيادة الحذر.»
أدى هذا الاقتراح في النهاية إلى التعديل التاسع. في عام 1789، أثناء تقديمه إلى مجلس النواب تسعة عشر مشروع تعديل، تناول جيمس ماديسون ما أصبح التعديل التاسع على النحو التالي:
«وقد ُاعتُرض أيضاً على وثيقة الحقوق، من خلال تعداد استثناءات معينة لمنح السلطة، سيؤدي ذلك إلى التقليل من الحقوق التي لم يتم وضعها في هذا التعداد؛ وقد يترتب على ذلك ضمنا، أنّ تلك الحقوق التي لم يتم تحديدها، كان المقصود بها إسنادها إلى أيدي الحكومة العامة، وبالتالي فهي غير مؤمنة. هذه واحدة من أكثر الحجج المعقولة التي سمعتها ضد قبول وثيقة الحقوق في هذا النظام؛ ولكن، أنا أتصور، أنه قد يتم منعها. لقد حاولت ذلك، كما قد يرى السادة بالانتقال إلى البند الأخير من القرار الرابع.»
مثل ألكساندر هاملتون، كان ماديسون قلقاً من أنّ تعداد الحقوق المختلفة يمكن أن «يوسع الصلاحيات التي يفوضها الدستور». لمحاولة حل هذه المشكلة، قدم ماديسون هذا المشروع إلى مجلس الشيوخ:
«لا يجوز تفسير الاستثناءات هنا أو في أي نصٍ آخر في الدستور، التي وُضعت لصالح حقوق معينة، على أنها تقلل من أهمية الحقوق الأخرى المحفوظة من قبل الشعب؛ أو لتوسيع الصلاحيات التي يفرضها الدستور؛ ولكن يجب تفسيرها كقيود فعلية لهذه الصلاحيات، أو لإدراجها لمجرد توخي الحذر الشديد.»
كان هذا شكلاً متوسطاً من التعديل التاسع الذي استعير أسلوب صياغته من مقترح فرجينيا، والذي يُنذر بالنسخة النهائية.

يتحدث النص النهائي للتعديل التاسع، مثل مسودة ماديسون، عن حقوق أخرى غير تلك المذكورة في الدستور. أشار ماديسون إلى طبيعة تلك الحقوق الأخرى في خطابه التي قدم فيه وثيقة الحقوق (لزيادة التأكيد): 
«لقد قيل، من خلال الاعتراض على وثيقة الحقوق.... أنها غير ضرورية في الحكومة الفيدرالية، لأن السلطات مذكورة، ويترتب على ذلك، الاحتفاظ بجميع الحقوق التي لم يُصرح بها الدستور؛ وأن الدستور يُمثل وثيقة السلطات، والجزء المتبقي يتمثل في حقوق الشعب؛ وبالتالي، لا يمكن أن تكون وثيقة الحقوق ضروريةً كما لو أن الجزء المتبقي قد ألقي في أيدي الحكومة. أعترف أنّ هذه الحجج لا تخلو بالكامل من أي أساس، لكنها ليست قاطعة بقدر ما تم اقتراحه. صحيح أنّ سلطات الحكومة العامة مقيدة؛ ويتم توجيهها إلى مواضع معينة؛ ولكن إذا بقيت الحكومة ضمن هذه الحدود، فإن لها سلطات معينة متوفرة فيما يتعلق بالوسائل التي قد تسمح بالإساءة الحكم.»
تتناول التعديلات الدستورية من الأول وحتى الثامن الوسائل التي تمارس بها الحكومة الفيدرالية صلاحياتها المذكورة، بينما يتناول التعديل التاسع «البقايا الكبيرة» للحقوق التي «لم يتم طرحها في أيدي الحكومة،» على حد تعبير ماديسون. أصبح التعديل التاسع جزءاً من الدستور في 15 ديسمبر 1791 بعد تصديق ثلاثة أرباع الولايات عليه.

الشكل النهائي للتعديل الذي صدقت عليه الولايات هو كما يلي:
«لا يجوز تفسير التعداد الدستوري، لبعض الحقوق، على أنه حرمان للحقوق الأخرى –غير المذكورة– المملوكة للشعب.»

## التفسير القضائي
تنظر المحاكم إلى التعديل التاسع عموماً على أنه ينفي أي توسّعٍ للسلطة الحكومية بسبب تعداد الحقوق في الدستور، لكن التعديل لا يعتبر تقييداً إضافياً للسلطة الحكومية. أوضحت المحكمة العليا في الولايات المتحدة هذا الأمر: «في حال وجود سلطة ممنوحة، فإن الاعتراض بالضرورة على انتهاك تلك الحقوق، المحفوظة بموجب التعديلين التاسع والعاشر، باطل.»

## التفسير العلمي
يشارك البروفيسور لورانس تريبي في الرأي القائل بأن هذا التعديل لا يمنح حقوقاً جوهرية، حيث يقول: «من الخطأ الشائع التحدث عن» حقوق التعديل التاسعة. «فالتعديل التاسع ليس مصدراً للحقوق في حد ذاته؛ إنه مجرد قاعدة حول كيفية قراءة الدستور.»
في عام 2000، ألقى برنارد بيلين، مؤرخ من جامعة هارفارد، خطاباً في البيت الأبيض حول موضوع التعديل التاسع. وقال أنّ التعديل التاسع يشير إلى «عالمٍ من الحقوق التي يمتلكها الشعب –حقوق كامنة، لا يزال يتعين استحضارها وتشريعها في القانون... مستودع لحقوق أخرى غير مذكورة يحتفظ بها الناس، والتي قد تصبح في الوقت المناسب قانوناً.» وبالمثل، جادل الصحفي براين دوهرتي بأنّ التعديل التاسع «يُجذر الدستور على وجه التحديد في تقليد الحقوق الطبيعية الذي يقول إننا مولودون بحقوق أكثر مما يستطيع أي دستورٍ ذكرها أو تحديدها.»

## الخلاصة
يحظر التعديل التاسع صراحة إنكار الحقوق غير المذكورة إذا كان الرفض مبنياً على تعداد حقوق معينة في الدستور، لكن هذا التعديل لا يمنع صراحة إنكار حقوق غير مذكورة إذا كان الرفض يستند إلى تعداد صلاحيات معينة في الدستور. وهذا هو التعداد للسلطات التي أشارت إليها المحاكم، من أجل تحديد مدى الحقوق غير المذكورة في التعديل التاسع.